# 알제리-프랑스 관계
알제리-프랑스 관계(아랍어: العلاقات الجزائرية الفرنسية, 프랑스어: Relations entre l'Algérie et la France)는 알제리와 프랑스 간 양자 관계를 뜻한다.

## 상세

### 고대
과거 프랑스 지역은 갈리아 지방으로 갈리아인들이 살고 있었으며, 알제리 지역은 베르베르인들이 살고 있는 카르타고와 누미디아의 영토에 속했다. 역사적으로 두 지역 모두 로마 제국과 전쟁에서 패배하고, 추후 로마 제국의 속령이 되었다.

### 중세
프랑스 왕국과 알제리 지역에 있었던 베르베르인들은 지리적 한계로 인해 교류가 크지 않았다.

### 근대
1830년, 프랑스의 알제리 정복이 이뤄졌다. 오늘날 알제리의 국경선은 프랑스의 알제리 정복에 설정되었다. 정복 이후 알제리는 프랑스의 점령지에서 차츰 식민지로 변화하였다. 알제리의 면적은 프랑스의 영토보다 2배 이상 컸으며, 많은 프랑스인들이 알제리로 이주하여 살기 시작했다. 특히 알제에 많은 수의 유럽계 정주민인 피에누아르가 거주하였다. 1830년 이후 알제리는 프랑스인들에게 프랑스 영토로 인식될 만큼 빠르게 프랑스화가 이뤄졌다. 제2차 세계 대전 당시 나치독일이 프랑스를 점령함에 따라, 자유 프랑스는 임시 수도를 알제로 삼았다. 프랑스령 북아프리카에서 알제리는 여타 식민지 중에서 제일 큰 면적을 보유하고 있었다.

#### 갈등
1945년 2차대전이 끝나고 피에누아르가 토착민을 살해하는 세티프 겔마 학살과 같은 민간인 학살이 이뤄지는 등 내부 분란이 있었다.1960년대에 알제리 독립 전쟁이 발생하면서, 프랑스는 외인부대, 아르키, 경찰, 군대를 동원하여 독립 세력을 억압하려고 했다. 특히 프랑스의 독립군 색출을 위한 민간인에 대한 불법적인 고문은 알제리인들에게 씻을 수 없는 상처를 남겼으며, 많은 민간인들이 전쟁 중에 사망하였다. 국제사회의 압박과 프랑스 내부에서 알제리 전쟁에 대한 반전 운동으로 인하여 결국 프랑스가 알제리에 대한 영유권을 포기하면서 알제리는 프랑스로부터 독립할 수 있었다. 에비앙 협정을 통해서 알제리 전쟁의 종료, 프랑스의 알제리 독립 인정, 알제리 내 프랑스군의 철수가 결정되었다.

### 현대
양국은 과거사 문제에 대해서 조금씩 협력하고 있는 모습을 보여주고 있다. 특히 프랑스가 최근 알제리와 협력을 위해서 역사적으로 있었던 일들을 인정하고, 이에 대한 사과의 모습을 보이면서 화해의 길이 조금씩 열리고 있다.

### 인적 교류
알제리 독립 이후 많은 피에누아르 주민들이 프랑스로 이민을 갔다. 대표적으로 알베르 카뮈, 이브 생로랑, 루이 알튀세르가 있다. 이와 더불어, 프랑스 내 많은 알제리계 프랑스인 인구가 거주하고 있으머, 대표적으로 프랑스의 축구선수인 지네딘 지단이 있다.

### 문화
프랑스의 식민 지배로 인해, 오늘날에도 많은 알제리인들은 프랑스어를 능숙하게 구사할 수 있다. 또한 많은 알제리 요리가 프랑스로 넘어갔으며, 프랑스인들에게 친숙한 외국 요리 중 하나가 되었다.

## 같이 보기
- 아르키
- 피에누아르
- 프랑스의 알제리 정복
- 프랑스령 알제리
- 알제리의 대외 관계
- 프랑스의 대외 관계